# Alstroemeria umbellata
Alstroemeria umbellata este o specie de plante monocotiledonate din genul Alstroemeria, familia Alstroemeriaceae, descrisă de Franz Julius Ferdinand Meyen. Conform Catalogue of Life specia Alstroemeria umbellata nu are subspecii cunoscute.